# 印度尼西亞—葡萄牙關係
印度尼西亞—葡萄牙关系是指印度尼西亚与葡萄牙之间的外交双边关系。葡萄牙探险家和商人第一次到达印度尼西亚群岛是在16世纪的地理大发现时代，目的是在岛上寻找香料。
1975年印度尼西亚入侵东帝汶后，两国断绝了外交关系。1999年，印度尼西亚和葡萄牙恢复了外交关系。印度尼西亚在里斯本设有大使馆，葡萄牙在雅加达也有大使馆。

## 历史

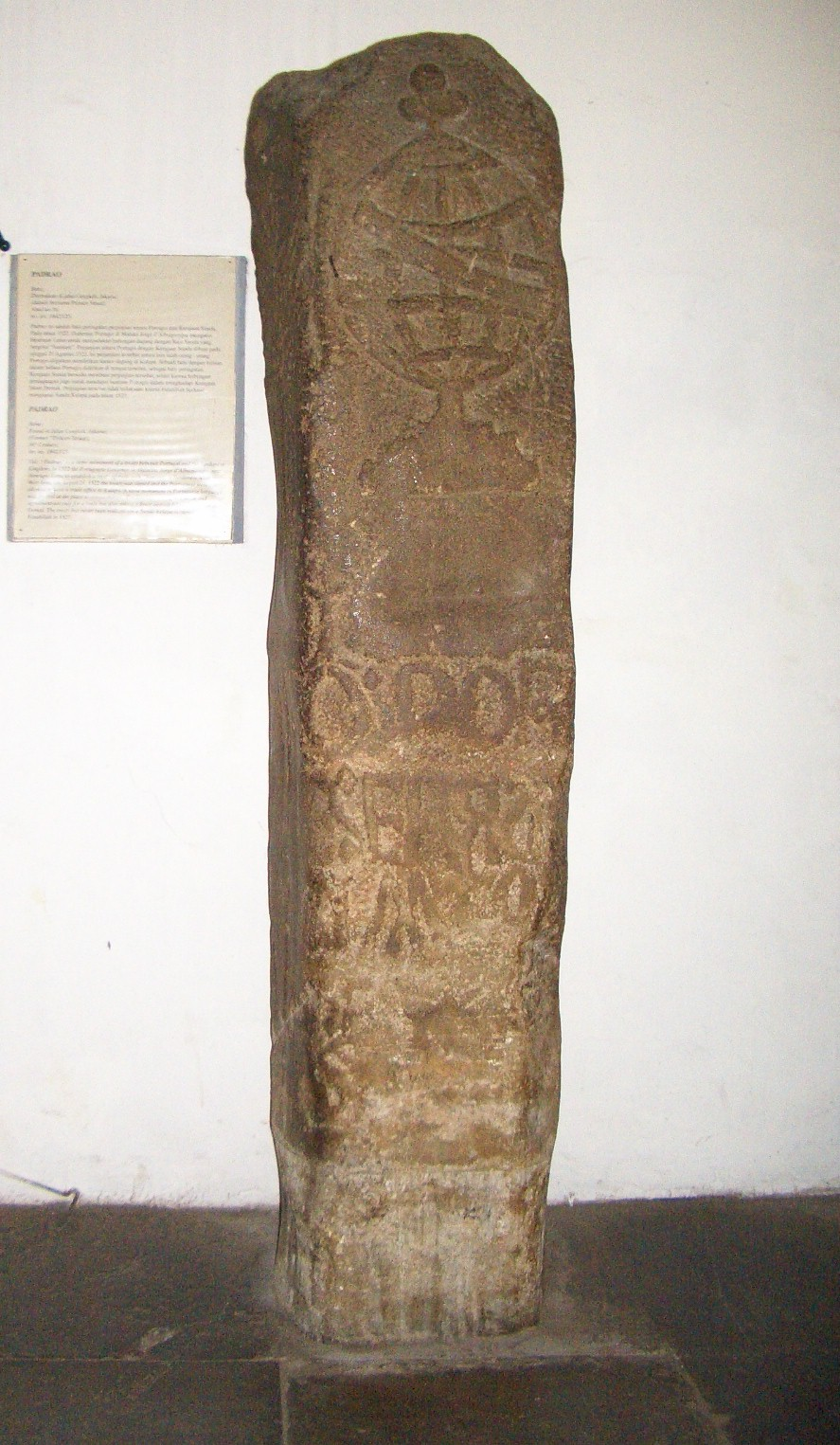
巽他格拉巴港的石柱，建于1522年，现存于雅加达印度尼西亚国家博物馆

1511年，葡萄牙人收购了马六甲港，在东南亚地区站稳了脚跟。此后，葡萄牙人对印度尼西亚群岛进行了探索性的探险，试图控制珍贵香料的来源，并扩展他们的罗马天主教传教活动。皮莱资的《东方志》写于1512-1515年间，通过葡萄牙人的视角提供了16世纪印尼的重要信息。
1522年，最初的葡萄牙人试图与西爪哇的巽他王国建立联合与和平条约，但由于爪哇土著王国之间的敌对而失败。葡萄牙人向东转向摩鹿加群岛。通过军事征服和与当地统治者的联盟，他们在印度尼西亚东部建立了贸易站、堡垒和使团，统治范围包括特尔纳特、安汶岛和索洛岛。
1575年在特尔纳特被当地人打败后，葡萄牙人失去了很多贸易据点和东印度的属地，之后被荷兰人占领。葡萄牙在印度尼西亚的存在减少到索洛岛、弗洛勒斯岛和现在的小巽他群岛的葡属帝汶。
印尼独立后，两国于1950年正式建交。印度尼西亚第一任总统苏加诺于1960年访问了葡萄牙。但是自1964年以来，两国断绝了外交关系，并于1975年5月恢复外交关系，原因是葡属帝汶的非殖民化的问题，其邻国印度尼西亚是帝汶岛的一方。但是，1975年12月7日，葡萄牙在印度尼西亚入侵东帝汶之后断绝了外交关系。24年后的1999年12月28日，印度尼西亚和葡萄牙恢复了外交关系。4个月前，东帝汶人投票决定脱离印度尼西亚独立。2012年5月，葡萄牙总统阿尼巴尔·卡瓦科·席尔瓦访问印度尼西亚，这是自1950年两国建交以来葡萄牙总统的首次访问。

## 文化
葡萄牙人是最早接触到印尼群岛原住民的欧洲人之一。文化影响可以从印度尼西亚语中来源于葡萄牙语的外来词来略知一二,这些外来词主要是欧洲人带来的东西,比如sabun(来源于sabão，意思是肥皂), boneka(来源于boneca，意思是娃娃),gereja(来源于igreja，意思是教堂),bola(来源于bola，意思是球),bendera(来源于bandeira，意思是国旗),sepatu(来源于sapato，意思是鞋), keju(来源于queijo，意思是奶酪),mentega(来源于manteiga，意思是黄油)。从西部的亚齐特区到东部的弗洛勒斯岛和摩鹿加群岛，葡萄牙的影响在印尼的各个地方都可以找到。在雅加达的土古地区，葡萄牙后裔现在还在保存着克龙从音乐，它从葡萄牙音乐中受到了很大的影响。在弗洛雷斯的拉兰图卡，每年的复活节前夕，这座城市都挤满了希望庆祝圣周的朝圣者。那里的基督徒用葡萄牙语主持弥撒和宗教仪式。

## 贸易
2010年至2011年，两国贸易额增长58%，达到1.71亿美元。